# Johann Weber (Historiker)
Johann Weber (* 24. Januar 1879 in Arzheim; † 28. Juni 1916 in Heidelberg) war römisch-katholischer Priester im Bistum Speyer sowie heimatgeschichtlicher Schriftsteller.

## Leben und Wirken
Johann Weber war als Sohn des Landwirtes Jakob Weber und seiner Gattin Ottilia geb. Dreißigacker in Arzheim bei Landau in der Pfalz geboren. Er besuchte das Gymnasium Landau, studierte am Priesterseminar Eichstätt und erhielt 1903 in Speyer die Priesterweihe. 1903 wurde Weber Kaplan in Harthausen, 1906 in Ensheim, 1908 in Grünstadt, 1910 in Hördt und 1911 in Ludwigshafen am Rhein. Am 1. Mai 1912 übernahm er die Pfarrei Billigheim, die er bis zu seinem Tod innehatte. 
Neben seiner beruflichen Tätigkeit war der Geistliche ein begeisterter Heimatgeschichtler und verfasste zahlreiche diesbezügliche Bücher bzw. Abhandlungen.
Pfarrer Weber litt 1916 an einer Hernie, wurde in Heidelberg operiert und starb 2 Tage später daran. Seine vielen Bücher, die Korrespondenz und die Manuskripte vermachte er dem Bistum Speyer, wo sie bis heute in der Diözesanbibliothek und im Bistumsarchiv aufbewahrt werden.

## Bücher
(Auswahl)

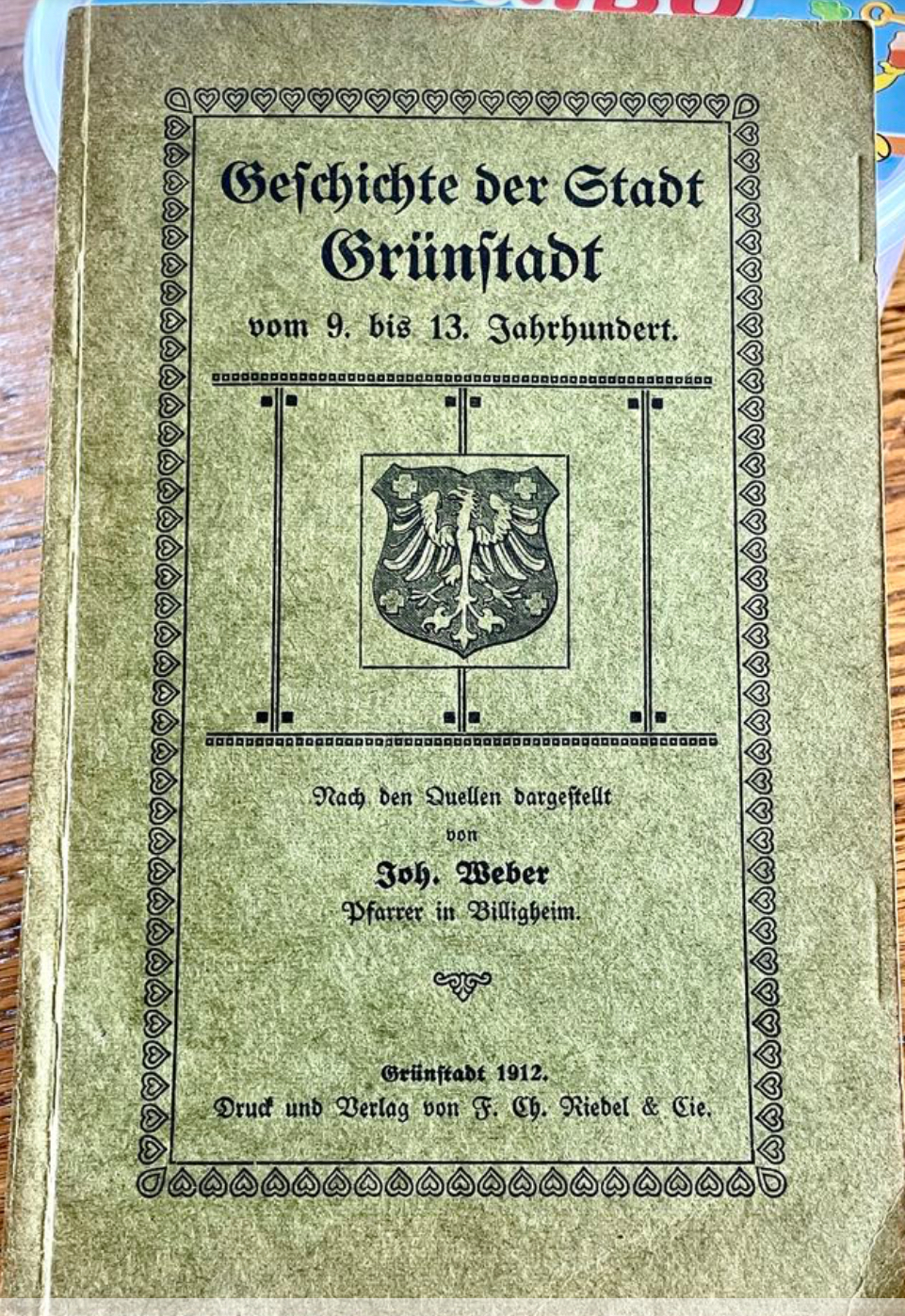
Geschichte der Stadt Grünstadt von Johann Weber

- Die geschichtliche Bedeutung der Pfarrei und St. Peterskirche zu Horbach (1907)
- Geschichtliche Nachrichten über das ehemalige Dorf Servelingen (1907)
- Die rechtlichen und sozialen Verhältnise St. Ingberts im 16. Jahrhundert (1909)
- Die Stiftskirche zu Zell im Zellertal (1909)
- Die katholische Schule zu Grünstadt und der Kampf um ihre Existenz bis zu Anfang des 19. Jahrhunderts (1910)
- Pirminius und Pirmasens (1911)
- Graf Wernher, der angebliche Stifter von Hornbach (1912)
- Geschichte der Stadt Grünstadt vom 9. bis 13. Jahrhundert nach Quellen dargestellt (1912)
- Der Matzenberg: Sozialgeschichtliche Studie über die Entstehung des Dorfes Carlsberg im 18. Jahrhundert (1913)
- Die Schule zu Arzheim (1913)
- Burg und Kirche zu Zeiskam (1913)